# Filipe Gonçalves
Filipe Miguel Maganinho Gonçalves (ur. 12 sierpnia 1984 w Espinho) – portugalski piłkarz występujący na pozycji pomocnika w UD Oliveirense. Wychowanek Espinho, w swojej karierze grał także w takich zespołach jak SC Braga, Leixões SC, Vitória, FC Paços de Ferreira. W czerwcu 2009 podpisał roczny kontrakt z CD Trofense. W czerwcu 2011 podpisał roczny kontrakt z Moreirense FC. W maju 2013 podpisał dwuletni kontrakt z GD Estoril Praia. W lipcu 2015 przeszedł do Moreirense FC. W czerwcu 2016 podpisał dwuletni kontrakt ze Śląskiem Wrocław. W styczniu 2017 podpisał półtoraroczny kontrakt z CD Nacional.
Były reprezentant Portugalii do lat 20.